# Nacaklı
Nacaklı (kurd. Avirtinik oder auch Avtinig) ist ein kurdisches Dorf im Landkreis Kiğı der türkischen Provinz Bingöl, im Norden der Karaboğa-Berge. Die Entfernung nach Kiğı beträgt ca. 22 km. Wirtschaftliche Grundlage des Dorflebens sind Viehzucht, Feldbau, Obstanbau und Imkerei. 
Im Jahre 1967 betrug die Bevölkerungszahl Nacaklıs 824. Im Jahre 2000 lebten in Nacaklı 554 Menschen. 2009 hatte Nacaklı 483 Einwohner.
Der ursprüngliche Name lautet Avirtinik. Dieser ist auch im Grundbuch verzeichnet und wurde bei diversen Volkszählungen seit 1932 verwendet. Die Umbenennung zum heutigen Namen erfolgte 1957.